# Провулок Степовий (Черкаси)
Провулок Степови́й — провулок в Черкасах.

## Розташування
Провулок короткий і простягається у південно-східному напрямку. Починається він з тупика між провулком Садовим та вулицею Кривалівською і проходить до вулиці В'ячеслава Чорновола.

## Опис
Провулок не заасфальтований. Забудований лише приватними будинками від 1 до 21 та від 2 до 22 номера.

## Походження назви
Провулок був утворений 1960 року і названий так, через те, що тут раніше знаходилась пустка, заросла лише травою.